# Hemicycla inutilis
Hemicycla inutilis е вид коремоного от семейство Helicidae. Видът е световно застрашен, със статут Уязвим.

## Разпространение
Разпространен е в Испания (Канарски острови).